# Iris Barbura
Iris Barbura (n. 1912, Arad - d. 1969, Ithaca, New York, SUA) a fost o renumită dansatoare și coregrafă de origine română, stabilită în Statele Unite ale Americii.

## Biografia
Sunt puține date despre viața ei. A fost sora compozitorului Filaret Barbu (1903-1984) și implicit mătușă a dansatorului Gelu Barbu. A primit o bursă pentru coregrafie, urmând la Berlin cursuri cu Mary Wigmann și Harald Kreuzberg. Intoarsă în țară deschide o școală de coregrafie, l-a care s-a asociat Sergiu Celibidache, caracterul școlii fiind pronunțat expresionist. Este activă în spectacole de revistă, bine apreciate de presă: Koktail la 1931 și L'Oiseau vert în 1932. In 1935 dă recitaluri la Opera Română și la Teatrul Național. In 1942 pleacă cu Celibidache în Germania și dansează la Freie Volksbühne și Hebbel Theater, și participă la cabaretul interdisciplinar Die Badewanne, alături de artiști din alte zone de creație. In 1951 sosește în America pe cale navală, cu vaporul General M B Stewart (www.eillisisland.org, accesat in 28.12.2016). Pentru un an este "speaker instructor" la Cornell University, după care se dedică din nou dansului. Mai târziu va sosi și partenerul ei de dans, Vergiu Cornea, care va lucra tot la Cornell University. Atinsă de boală, a preferat să se sinucidă, aruncându-se de pe Triphammer Bridge. 
În țară eforturile de redescoperire le vor face Igor Mocanu și Corina Cimpoieru .